# Möglingen
Möglingen – miejscowość i gmina w Niemczech, w kraju związkowym Badenia-Wirtembergia, w rejencji Stuttgart, w regionie Stuttgart, w powiecie Ludwigsburg. Leży ok. 4 km na zachód od Ludwigsburga, przy autostradzie A81.